# تپه بایزید آقا
تپه بایزید آقا مربوط به دوره اسلامی قرن ۶ تا ۸ ه.ق است و در شهرستان پیرانشهر، بخش مرکزی، دهستان منگور غربی، روستای تیرکش علیا واقع شده است. این اثر در تاریخ ۳۰ دی ۱۳۸۵ با شمارهٔ ثبت ۱۶۸۵۳ به عنوان یکی از آثار ملی ایران به ثبت رسیده است.